# Propofol
A propofol (INN, 2,6-diizopropilfenol) zsírban oldódó fenolszármazék, rövid hatású intravénás általános anesztetikum.
Hatása gyorsan jelentkezik (kb. 30 mp) és vele a narkózis is fenntartható. Az ébredés általában gyors, eliminációja 30-60 perc. Fokozza a gátló neurotranszmissziót, elsősorban a GABA-A receptoron keresztül. Általánosan elfogadott álláspont, hogy az anesztetikumok nem-specifikus hatással bírnak a lipidmembránok szintjén. Szobahőmérsékleten olaj. 1%-os vizes emulzióját használják. Metabolitjai inaktívak.
Ambuláns narkózisra, narkózis bevezetésére, opioidokkal vagy más narkotikumokkal kombinálva teljes intravénás anesztéziára (TIVA) alkalmas. Intenzív osztályon tartós szedálásra alkalmazható.

## Hatása
Anesztézia indukciója vagy fenntartása során propofol alkalmazásakor vérnyomáscsökkenés és csekély szívfrekvencia-változások jelentkezhetnek, amit okozhatja agyi vagotóniás hatás, vagy a szimpatikus tevékenység gátlása. A vérkeringés azonban az anesztézia fenntartása során relatíve stabil és váratlan hemodinamikai változások ritkán fordulnak elő.
Propofol alkalmazása során – más iv. anesztetikumokhoz hasonlóan – légzés-depresszió kialakulhat, mely megfelelő kezeléssel jól befolyásolható.
A propofol csökkenti az agyi vérkeringést, az intracranialis nyomást és az agyi anyagcserét. Ha a magas intracranialis nyomás alacsony artériás vérnyomással társul; a propofol alkalmazása a koponyán belüli perfusiós nyomás jelentős csökkenésének veszélyével jár. Az intracranialis nyomás csökkenése nagyobb azon betegekben, akikben ez eleve magasabb volt.
Az anesztézia megszűnése általában gyors, a beteg tiszta tudattal ébred. Fejfájás, posztoperatív hányás, hányinger ritka.
Propofolnál végzett anesztézia után a posztoperatív hányinger és hányás ritkább, mint inhalatív anesztetikumok alkalmazása után. Ez bizonyítottan a propofol antiemetikus hatásának tulajdonítható.
A klinikai alkalmazás során kialakuló vérszintek esetén a propofol nem csökkenti a mellékvesekéreghormonok szintézisét.

## Fordítás
- Ez a szócikk részben vagy egészben  a   Propofol című angol Wikipédia-szócikk fordításán alapul.  Az eredeti cikk szerkesztőit annak laptörténete sorolja fel. Ez a jelzés csupán a megfogalmazás eredetét és a szerzői jogokat jelzi, nem szolgál a cikkben szereplő információk forrásmegjelöléseként.